# Bulbophyllum quadrangulare
Bulbophyllum quadrangulare är en orkidéart som beskrevs av Johannes Jacobus Smith. Bulbophyllum quadrangulare ingår i släktet Bulbophyllum och familjen orkidéer. Inga underarter finns listade i Catalogue of Life.